# Tmesisternus geelvinkianus
Tmesisternus geelvinkianus là một loài bọ cánh cứng trong họ Cerambycidae.